# Lisa Mazzone
Pour les articles homonymes, voir Mazzone.
Lisa Mazzone, née le 25 janvier 1988 à Genève (originaire de Versoix), est une personnalité politique suisse, membre des Verts. 
Elle est députée du canton de Genève au Conseil national de fin 2015 à fin 2019, puis au Conseil des États jusqu'à fin 2023. Elle devient présidente des Verts Suisse en avril 2024.

## Enfance, études et famille
Lisa Mazzone grandit à Versoix, au sein d'une fratrie de trois enfants, à partir de l'âge de 6 ans. Son père, Sergio Mazzone, est installateur de panneaux solaires et conseiller municipal de la commune jusqu’en 2011 pour le Parti écologiste de Genève. Sa mère, psychiatre, est décédée en 2013,.
Outre la nationalité suisse, elle a conservé la nationalité italienne de ses grands-parents. Trois de ceux-ci ont quitté la péninsule pour venir travailler à Genève au CERN après avoir mené des parcours scientifiques divers,,. Sa grand-mère paternelle, originaire du canton de Saint-Gall, y travaille alors en tant que secrétaire.
Après sa maturité obtenue au Collège André-Chavanne, elle étudie à la faculté des lettres de l’Université de Genève (littératures française et latine) et y obtient un bachelor en 2013.
Elle partage son temps entre Genève (où elle habite, dans le quartier de la Servette) et Berne. Elle est mère de deux enfants nés en mai 2019 et juin 2021. Elle est en couple avec Christoph Lenz, un journaliste alémanique originaire de Schaffhouse,,,, nommé en février 2023 coresponsable du service de communication du Département fédéral de justice et police dirigé par Elisabeth Baume-Schneider.

## Parcours politique
En 2006, elle participe à la fondation du parlement des jeunes de Versoix et devient membre du comité de la fédération suisse des parlements de jeunes (2007-2008).
Membre des Verts genevois depuis 2008, elle préside le parti cantonal de mars 2014 à mars 2016. Elle est l'un des cinq puis six vice-présidents du parti suisse du 16 avril 2016 au 20 juin 2020[réf. souhaitée].
Elle siège au conseil municipal du Grand-Saconnex de 2011 à juin 2013, avant d'être élue au Grand Conseil du canton de Genève le 6 octobre 2013, pour la législature 2013-2018. Elle y est membre de la commission des transports et de la commission de l'énergie, qu'elle préside à partir du mois de décembre 2014.

### Conseillère nationale
Lors des élections fédérales du 18 octobre 2015, elle est élue au Conseil national, avec 657 voix de plus que sa colistière non réélue Anne Mahrer,. Elle est la plus jeune conseillère nationale de la 50e législature, et à ce titre, prononce un discours lors de la première journée de session,. En raison de cette élection au Conseil national, elle démissionne du Grand Conseil du canton de Genève le 12 novembre 2015.

### Conseillère aux États
En octobre 2018, elle annonce qu'elle se porte candidate au Conseil des États lors des élections fédérales suisses de 2019, en remplacement du conseiller aux États Robert Cramer qui ne brigue pas un 4e mandat,. Elle est élue au deuxième tour avec le socialiste Carlo Sommaruga, le 10 novembre 2019.
En 2023, au deuxième tour de l'élection du Conseil des États, elle finit troisième avec 1 123 voix voix de retard sur le deuxième Carlo Sommaruga, et n'est donc pas réélue. Elle annonce le jour même se retirer de la vie politique sur le plateau de Léman bleu,. Elle annonce deux mois plus tard vouloir se porter candidate pour la présidence des Verts Suisse.

### Présidence des Verts Suisse
Lisa Mazzone est élue le 6 avril 2024 à la présidence du parti pour un mandat de deux ans, succésant à Balthasar Glättli. Seule candidate, elle est élue à l'unanimité des 148 délégués du parti présents à Renens. Elle devient l’unique Romande à la présidence d’un parti national et la seule qui ne siège pas au Parlement.

### Associations

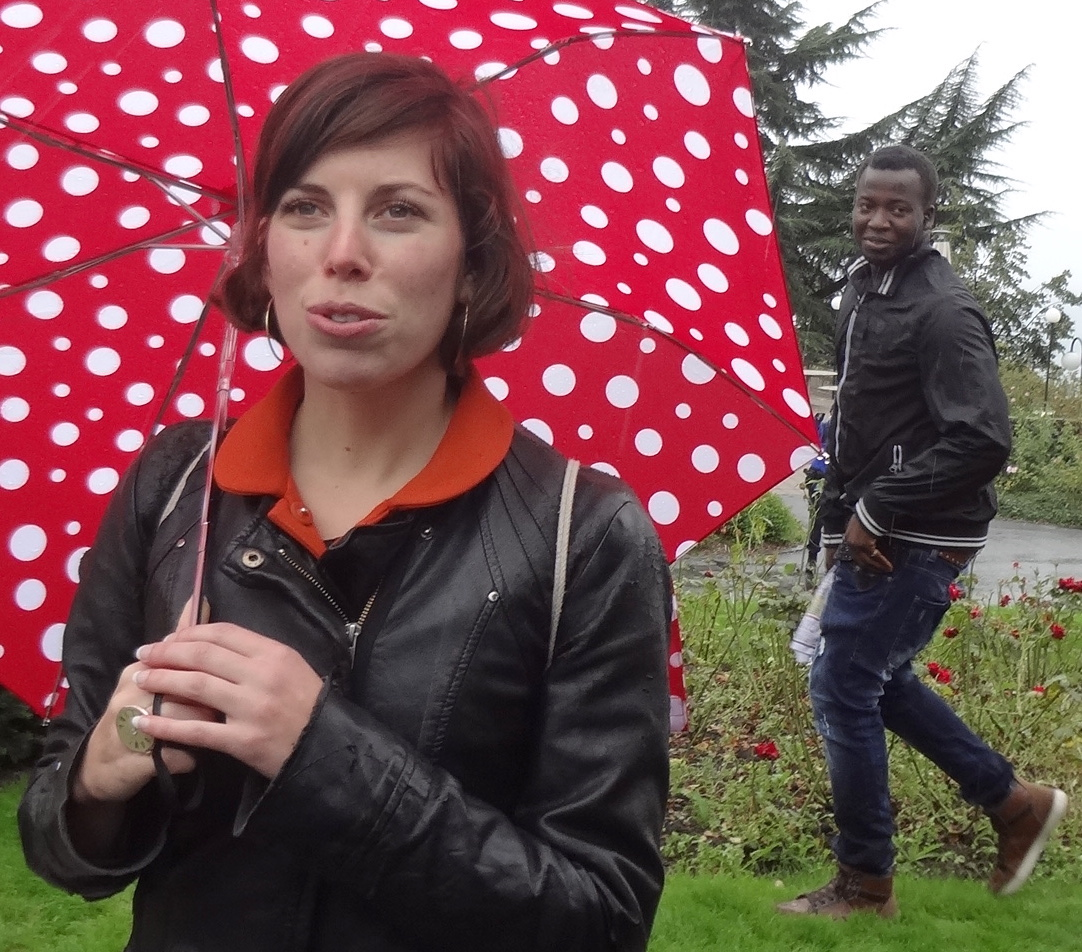
Manifestation pour le droit d'asile à Lausanne, le 1er octobre 2016 en Suisse.

Le premier engagement de Lisa Mazzone est à Pro Velo Genève. Elle devient coordinatrice de cette association et se fait connaître dès 2010 dans les médias sur le thème de la promotion du vélo dans le canton de Genève. En 2014, elle cède sa place de coordinatrice pour devenir chargée de projets au sein de l'association, jusqu’en 2016. Par ailleurs, toujours dans le domaine des transports, elle est vice-présidente de l'Association transports et environnement à partir d'avril 2015.[réf. nécessaire]
Elle préside la Coordination pour un aéroport respectueux de la population et de l’environnement, qui dépose en décembre 2016 une initiative populaire cantonale « Pour un pilotage démocratique de l'aéroport de Genève – Reprenons en main notre aéroport ». L'initiative vise à limiter les nuisances à l’environnement et à la santé des habitants en améliorant le contrôle de l'aéroport par le Grand Conseil de Genève. Le 24 novembre 2019, 56 % des citoyens genevois acceptent l’initiative,. Elle copréside avec Priska Seiler Graf (Parti socialiste, Zurich) la « Coalition environnement et santé pour un transport aérien responsable » créée en septembre 2016 par 20 organisations suisses. 
Elle est également coprésidente de la Fédération suisse du service civil de 2017 à 2022. Depuis mai 2018, elle préside la section suisse de la Société pour les peuples menacés.

## Profil politique
Peu après son élection au Conseil national, elle affirme : « Mes valeurs m’orientent vers une réflexion pour davantage de temps libre et de partage — tant au niveau des biens, des richesses que des savoirs. Il est temps de sortir de l'approche strictement productiviste qui prévaut aujourd’hui ».